# کرورد
کرورد (به هلندی: Krewerd) یک منطقهٔ مسکونی در هلند است که در دلف‌زیل واقع شده‌است. کرورد ۸۵ نفر جمعیت دارد.